# Huashilang-Stätte
Die Huashilang-Stätte (chinesisch 花石浪, Pinyin Huāshílàng, W.-G. Hua-shih-lang) ist ein archäologischer Fundort des Paläolithikums im Kreis Luonan der bezirksfreien Stadt Shangluo im Osten der chinesischen Provinz Shaanxi. Die Stätte ist auch unter dem Namen der „Drachenzahn-Höhle“ (洛南花石浪龙牙洞遗址,  luònán Huāshílàng Lóngyá dòng yízhǐ, englisch Longya Cave) bzw. (花石浪龙牙洞洞穴遗址,  Huāshílàng Lóngyá dòng dòngxué yízhǐ) bekannt.
Die Huashilang-Stätte (花石浪遗址,  Huāshílàng yízhǐ) im Luonan-Becken (Luonan pendi) steht seit 2001 auf der Liste der Denkmäler der Volksrepublik China (5-111).